# فرودگاه شهرستان بارنت
فرودگاه شهرستان بارنت (به انگلیسی: Burnett County Airport) یک فرودگاه همگانی بهره‌برداری هوایی است که یک باند فرود آسفالت دارد و طول باند آن ۱۱۸۹ متر است. این فرودگاه در کشور ایالات متحده آمریکا قرار دارد و در ارتفاع ۳۰۱ متری از سطح دریا واقع شده‌است.